# Alfred de Claparède
Pour les articles homonymes, voir Claparède.
Alfred de Claparède, né le 10 février 1842 à Genève et mort le 27 septembre 1922 à Berlin est un diplomate suisse.

## Biographie
Après avoir suivi ses études de droit à Genève, Bonn et Berlin, il devient diplomate dès 1869. Il est nommé successivement ambassadeur de Suisse à Berlin, Washington (dès 1888), Vienne (en 1893) puis à nouveau à Berlin de 1904 à 1917 et enfin à Stockholm dès 1915). 
Considéré comme « le premier diplomate professionnel suisse », il fut en particulier arbitre entre les États-Unis et le Chili en 1888.

## Source
- Article Alfred de Claparède dans le Dictionnaire historique de la Suisse en ligne.